# Thanászisz Príttasz
Thanászisz Príttasz (görögül: Θανάσης Πρίττας; Szaloniki, 1979. január 9. –) görög labdarúgó, jelenleg a Kavála játékosa. Posztját tekintve középpályás.